# 유진운수 (서울)
유진운수(裕珍運輸)는 경기도 군포시에 연고를 둔 서울특별시 동작구의 옛 시내버스 회사이다. 본사 및 차고지는 경기도 군포시 오금동 산본4단지 근처에 위치에 있었고, 사업자 등록은 서울특별시 동작구 노량진본동 211번지로 되어있었다.

## 주요 연혁
- 1969년: 당시 금호그룹 산하 서울시내버스 자회사인 삼양여객(현 서울매일버스)에서 좌석버스 89번(이후 도시형버스 104번, 현 지선버스 5623번)을 분리독립하여, 서울특별시 종로구 삼청동에 면허를 두고 회사를 설립하였다.
- 1981년: 도시형버스 104번과 동일한 노선인 좌석버스 704번을 개통하였다.
- 1986년: 좌석버스 704-1번 (산본동 - 여의도)노선을 개통하였다.
- 1989년: 유진운수에서 경동교통(京東交通)으로 사명이 변경되었다.
- 1991년: 좌석버스 704-1번 (산본동 - 여의도)노선을 폐지하였다. 동시에 704-1번 폐지으로 인한 잉여면허를 동아운수에 매각하였다.
- 1992년 7월: 도시형버스 104번 종점을 삼청동에서 여의도로 단축하였다. 도시형버스 104-1번 종점을 도곡동에서 서울대입구역으로 단축하였다.
- 1993년: 군포교통에 차량 일부를 매각하였다.
- 1995년 1월: 경동교통에서 유진운수로 사명을 환원하였다. 이와 함께 면허등록지를 종로구 삼청동에서 동작구로 이전하였다.
- 1995년 11월: 좌석버스 704번을 폐지하였다. 동시에 704번 폐지으로 인한 잉여면허를 김포교통, 신촌교통, 남성교통, 동성교통, 대성운수 등에 매각하였다.
- 1996년 8월: 서울특별시의 일방적인 버스노선 조정으로 반대하는 파행운행으로 불편을 주기도 했었다.
- 1997년 5월: 1차 부도로 버스의 일부분이 채권자들에게 가압류 당해 파행운행으로 MBC 뉴스데스크 카메라 출동 코너에 방송된 바 있다.[1]
- 1998년 3월 6일: 경영난 및 1차 부도로 도시형버스 104-1번(현 지선버스 5530번)을 우신버스에 매각하였다.
- 2000년 2월 26일: 부실경영으로 인하여 서울특별시의 명령으로 퇴출되었다. 동시에 도시형버스 104번(현 지선버스 5623번)은 군포교통이 인수하여 운행개시하였다.
- 2000년 4월 6일: 운수사업면허 최종 취소.

## 과거 운행노선
도시형버스
- 104번: 군포시 산본 4단지 ↔ 여의도 (현 지선버스 5623번)
- 104-1번: 군포시 산본 4단지 ↔ 서울대학교 (현 지선버스 5530번)[2]

좌석버스
- 704번: 군포시 산본 4단지 ↔ 삼청동
- 704-1번: 군포시 산본동 ↔ 여의도